# Yeren
El Yeren (en chino, 野人; pinyin, Yeren; literalmente, ‘Hombre Salvaje’), también denominado Yiren, Yeh Ren, Hombre Salvaje Chino, (en chino, 神农架 野人; pinyin, Shénnóngjiàyěrén; literalmente, ‘Salvaje de Shennongjia’) o Mono-Hombre (en chino, 人 熊; pinyin, Ren Xiong; literalmente, ‘Hombre Oso’) es una criatura legendaria que dice podría ser un homínido desconocido que reside en las remotas regiones montañosas boscosas del oeste de Hubei.

## Descripción
Los testigos suelen describir a las criaturas como cubiertas de pelo color rojizo, mientras que otros testigos afirman haber visto algunos ejemplares de color blanco. Su altura se estima en un rango de seis a ocho pies, aunque algunos ejemplares colosales supuestamente más grandes alcanzan los tres metros de altura. En general, es más pequeño que el Bigfoot Americano, y al igual que este, el Yeren es pacífico y generalmente se aleja tranquilamente cuando se encuentra con personas en la provincia de Zhejiang. Los habitantes de la zona están convencidos de su existencia. De hecho, en la entrada a la Reserva Natural existe un cartel que indica que se tenga cuidado con el maoren, nombre que recibe en aquella zona.

## El Yeren a través de la historia
El poeta Qu Yuan en la época de los Reinos combatientes, Siglo III a. C., tiene un poema dedicado a los ogros de la montaña, los shangui, en Hubei. Li Yanshou en sus obras  Historia de las Dinastías del Sur e Historia de las Dinastías del Norte que narran el periodo de la Dinastía Tang, hace mención de una banda de <<hombres peludos>> en la misma región.
Li Shizhen recogió en su Materia médica que durante la dinastía Ming existían en Fujian unos gigantes de tres metros llamados shandaren y que los habitantes de Sichuan se comía y usaba las pieles de los feifei, una suerte de hombres oso. En el Siglo XVIII, el poeta Yuan Mei habla de unos <<monos, pero que no eran monos>>.
El diario estatal Guangming dio la noticia en 1939 de que una mujer fue secuestrada por unos hombres salvajes y que meses después dio a luz a un niño simio. El periódico Beijing Wanbao informó que en 1947 dos mil soldados persiguieron a ocho bestias durante diez días y que finalmente lograron acorralarlos, pero las criaturas rompieron el cerco y lograron huir. En la huida fue atrapada una cría a la que descuartizaron.
Los primeros informes científicos sobre el Yeren es obra del biólogo Wang Zelin que en 1940 que se encontró en Ganzu muerta a una hembra de dos metros cuyo cuerpo estaba cubierto de pelo y el cráneo se asemejaba al del Hombre de Pekín. EL geólogo Fan Jingquan dijo ver una pareja de hombres salvajes en 1950.
En 1957, los periódicos contaron que una bestia peluda que se parecía a un mono intentó robarle un recién nacido a una mujer que logró evitarlo al golpearla hasta que lo soltó. Cuatro años después unos obreros que construían una carretera mataron a un hombre salvaje de un metro y treinta centímetros. La Academia China de las Ciencias negó el suceso aduciendo que se trataba de un gibón. El paleontólogo Zhou Guoxing se entrevistó con uno de los trabajadores y éste le negó que fuera un simio. Zhou Guoxing encabezó una expedición a las montañas Shennongjia, Hubei, en 1977. En el año que duró se recogieron muestras de pelos, huellas y heces cuyos análisis dieron a conocer que eran de monos u osos.
La Academia de Ciencias inició en 1980 una investigación sobre los hombres salvajes en Hubei. Encontraron en Zheyang que el maestro de un colegio de la zona conservaba las extremidades de un hombre parecido a un mono conservadas en sal.

## Posibles explicaciones
Algunos criptozoólogos han establecido una relación entre el Yeren y el homínido extinto Gigantopithecus, que antiguamente habitó la región en general. También se ha sugerido que el Yeren es en realidad una nueva especie de orangután, que es terrestre, bípedo y nativa del continente asiático en lugar de Borneo o Sumatra.
También se cree que el Yeren podría ser una leyenda. El Yeren al parecer habita en una región que es rica en supersticiones y fenómenos extraños, incluyendo una aparición excesiva de albinismo en la fauna local, añadiendo al ambiente un aire místico. Se ha conectado con las antiguas leyendas chinas de ogros, bosques mágicos y el hombre-oso.
Para algunos investigadores criptozoólogos puede suponer una colonia de orangutanes o algún pariente prehistórico de estos. El profesor de antropología Jeff Meldrum cree que otro tipo de gran cripto primate, de mayor envergadura y enormes pies, pueda coincidir con la especie tras la que se esconde el legendario Sasquatch canadiense. Para él un nutrido grupo de Gigantopithecus, una especie de sobredimensionado gorila prehistórico, encajaría bien como explicación a este puzle zoológico. El paleontólogo Zhou Gouxing, del Museo de Historia Natural de Pekín y profesor en Hubei, postula que el Yeren cuando es pequeño muestra una anatomía en sus huellas cercanas a los simios (más primitivas), mientras que las del grande se asemejan más a las humanas o a las de los grandes póngidos (gorila, orangután). Una explicación más "folklorista", es la de la especialista en homínidos asiáticos Myra Shackley para quien el hombre salvaje no sería más que humanos que se negaron a trabajar en la construcción de la Gran Muralla y que se ocultaron en los bosques, dando lugar a descendientes peludos y salvajes tras muchas generaciones.
Científicos más reputados, chinos y occidentales, que han estudiado el caso del Yeren están de acuerdo en que casi todas las pruebas físicas y los avistamientos de la población local son poco fiables y fabricados a menudo, y que, dada la ausencia de pruebas fiables es posible que el Yeren sea un mito.

## En la cultura popular
- El Hombre Salvaje de China es el Monster in My Pocket # 119.
- El Hombre Salvaje de China aparece en la película de John Carpenter Big Trouble in Little China.
- Los Yeren aparecen como monstruos en el videojuego Titan Quest. Se pueden encontrar en el acto III (Orient misión) del juego.
- El programa Destination Truth buscó al Yeren en el episodio 12 de la temporada 3.